# Foulard glaronnais
Le foulard glaronnais est un foulard typique produit dans le canton de Glaris, en Suisse.

## Description
Le foulard est en coton et traditionnellement de couleur rouge mais il en existe d'autre couleur. Les mensurations du foulard oscillent entre 50x50 et 70x70cm.
En règle générale, le champ central carré est imprimé avec des motifs basés sur des ornements orientaux. Le champ du milieu est encadré par une bordure ornementale. Les couleurs du tissu individuel sont généralement limitées à la couleur de base, ainsi qu'au noir, au gris et au blanc pour le design.

Ils sont utilisés comme accessoires de mode, comme foulard autour du cou, enroulés comme serre-tête, comme serviette ou comme mouchoir robuste. Le design du foulard glaronnais est maintenant commercialisé comme souvenirs touristiques sur des serviettes en papier, de la porcelaine, des colliers de chien, des ceintures, etc.

## Historique
Au XVIIe siècle, les navigateurs ont apporté des tissus imprimés en couleur de l'Inde à l'Europe. Ces imprimés en coton dits "indiennes" ont fait sensation avec leurs motifs vifs et leurs couleurs splendides. Ils ont ensuite été vendus comme tissus d'habillement, housses de meubles et revêtements muraux. 
Après 1678, des usines ont été créées aux Pays-Bas, au Royaume-Uni et en Allemagne afin d'imprimer des tissus de coton à la manière indienne. En fuyant la France, les huguenots emportèrent avec eux leurs savoir-faire d'imprimerie. En Suisse, ils fondent les premières imprimeries d'étoffes, en 1691 à Genève et en 1715 à Neuchâtel. Bientôt, d'autres imprimeries ont vu le jour en Argovie, à Berne, à Bâle et à Zurich et finalement en 1740 à Glaris et en 1765 à Islikon. Après 1750, le canton de Glaris et la région de Mühlhausen (Allemagne) sont devenus les centres les plus importants de l'impression sur tissu en Europe. 
L'impression manuelle avec des modèles en bois est restée dominante jusqu'au XIXe siècle. Cependant, les esprits inventifs tentent, avec un succès croissant, de mécaniser le processus d'impression pour augmenter la production depuis 1780. L'avancée triomphante des colorants chimiques après 1860 était tout aussi significative. Dans le même temps, l'impression textile à la machine a pris son envol dans de nombreux pays et a progressivement supplanté l'impression à l'ancienne avec des modèles. 
L'essor de l'industrie textile de Glaris a commencé après 1815. Dans la vallée de Glaris, de nombreuses imprimeries de tissus ont commencé leurs activités. Après 1822, plus de 20 usines de filature et de tissage s'installent au bord de la Linth et de ses affluents. Cette évolution atteint son apogée vers 1865. Sur les quelque 35 000 habitants du canton de Glaris, 6 250 travaillaient dans les 22 usines d'imprimerie, les femmes, les filles et les garçons représentant plus de la moitié de la population active. Ils ont imprimé environ 48 millions de mètres de tissu en un an, principalement à la main. A cette époque, Glaris occupait la première place parmi les cantons suisses dans l'impression de tissus, la deuxième dans le tissage blanc et la troisième dans la filature du coton. Ce développement industriel unilatéral eut bientôt des conséquences négatives, d'autant plus que les imprimeries étaient totalement dépendantes des exportations et étaient donc sujettes aux crises. 

## Fabricants
Parmi les fabricants les plus anciens et existant encore on peut citer l'entreprise Blumer à Niederurnen .